# Nadine Masshardt

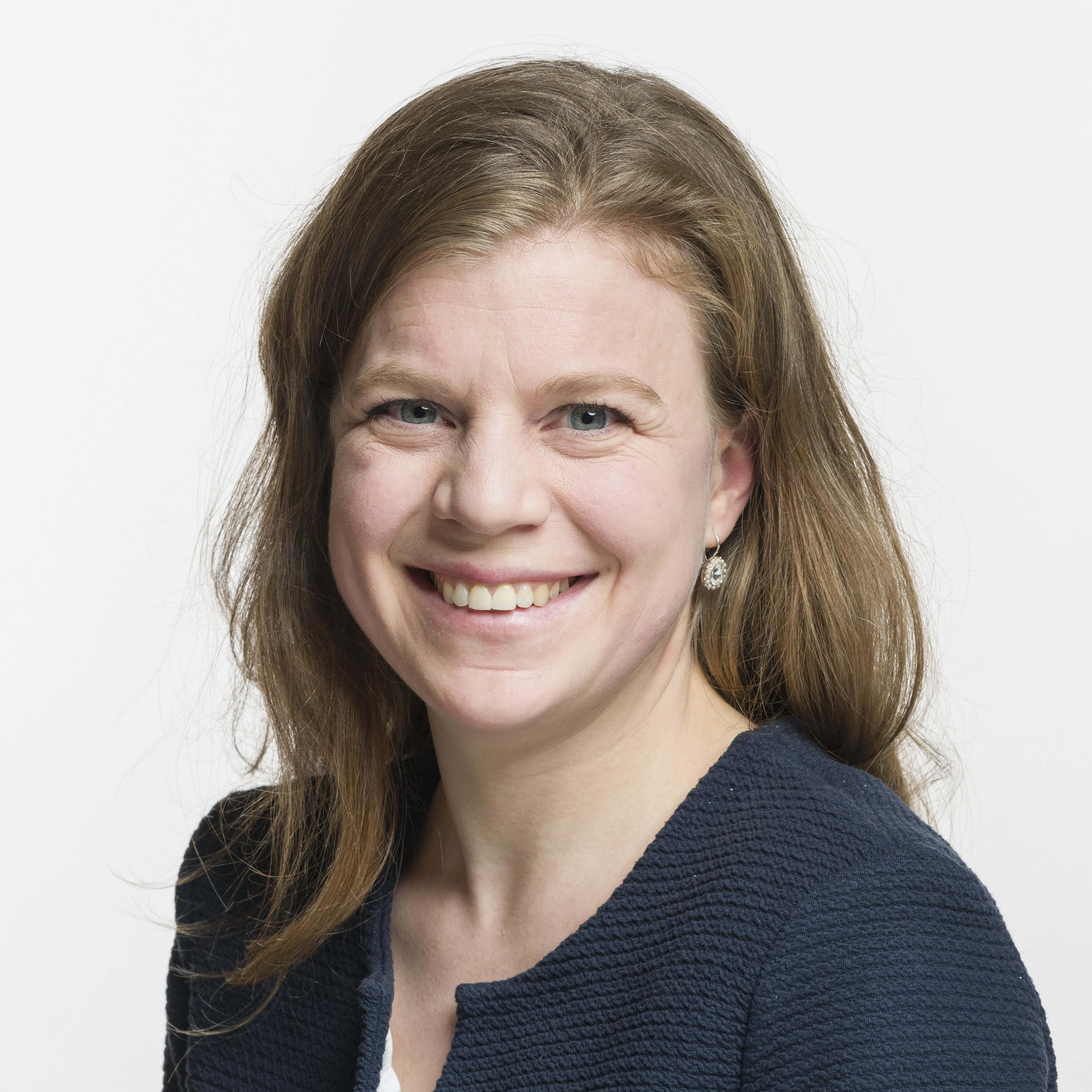
SP-Nationalrätin Nadine Masshardt (2019)

Nadine Masshardt (* 4. Oktober 1984 in Affoltern am Albis; heimatberechtigt in Bern und Mühlethurnen) ist eine Schweizer Politikerin (SP). Seit 2013 ist sie Mitglied des Nationalrats. Zudem ist Masshardt Vizepräsidentin der SP-Bundeshausfraktion.

## Leben
Aufgewachsen ist Masshardt in Langenthal (BE). Nach der Matura am Gymnasium Oberaargau studierte sie Geschichte und Philosophie an der Universität Freiburg. Von 2010 bis 2012 arbeitete sie als Programmassistentin und wissenschaftliche Mitarbeiterin bei der Eidgenössischen Finanzverwaltung. Von 2012 bis 2014 war sie Projektleiterin bei einer Kommunikationsagentur.
Sie lebt mit ihrem Partner und ihren drei Kindern in Bern.

## Politik

### Stadtrat Langenthal (2004–2010)
Im Jahr 2004 wurde Masshardt als jüngstes Mitglied in den Stadtrat von Langenthal gewählt, wo sie bis im Jahr 2010 politisierte. Dort setzte sie sich unter anderem für die Sanierung des Wuhrplatzes, die Einführung der Kulturlegi oder die Richtlinienmotion ein.

### Grosser Rat Kanton Bern (2006–2013)
Ebenfalls als jüngstes Mitglied wurde Masshardt im Frühling 2006 in den Grossen Rat des Kantons Bern gewählt, dem sie bis 2013 angehörte und in dem sie sich vor allem in der Energie- und Familienpolitik und für die (in der Volksabstimmung später abgelehnte) Initiative zur Einführung des Stimmrechtsalters 16 engagierte, deren Kampagne sie leitete.

### Nationalrat (seit 2013)
Im Jahr 2013 rückte Masshardt für die in den Gemeinderat der Stadt Bern gewählte Ursula Wyss in den Nationalrat nach. Dort politisiert sie in der Staatspolitischen Kommission (SPK) sowie seit 2020 in der Kommission für Umwelt, Raumplanung und Energie (UREK). Sie leitete bis 2019 die Delegation der Sozialdemokratischen Fraktion in der SPK. Seit 2015 ist Masshardt zudem Vizepräsidentin der SP-Fraktion im Nationalrat.
Sie beschäftigt sich im Nationalrat insbesondere mit den Bereichen Energie-, Verkehrs-, Umwelt- und Familienpolitik.

### Weitere Aktivitäten

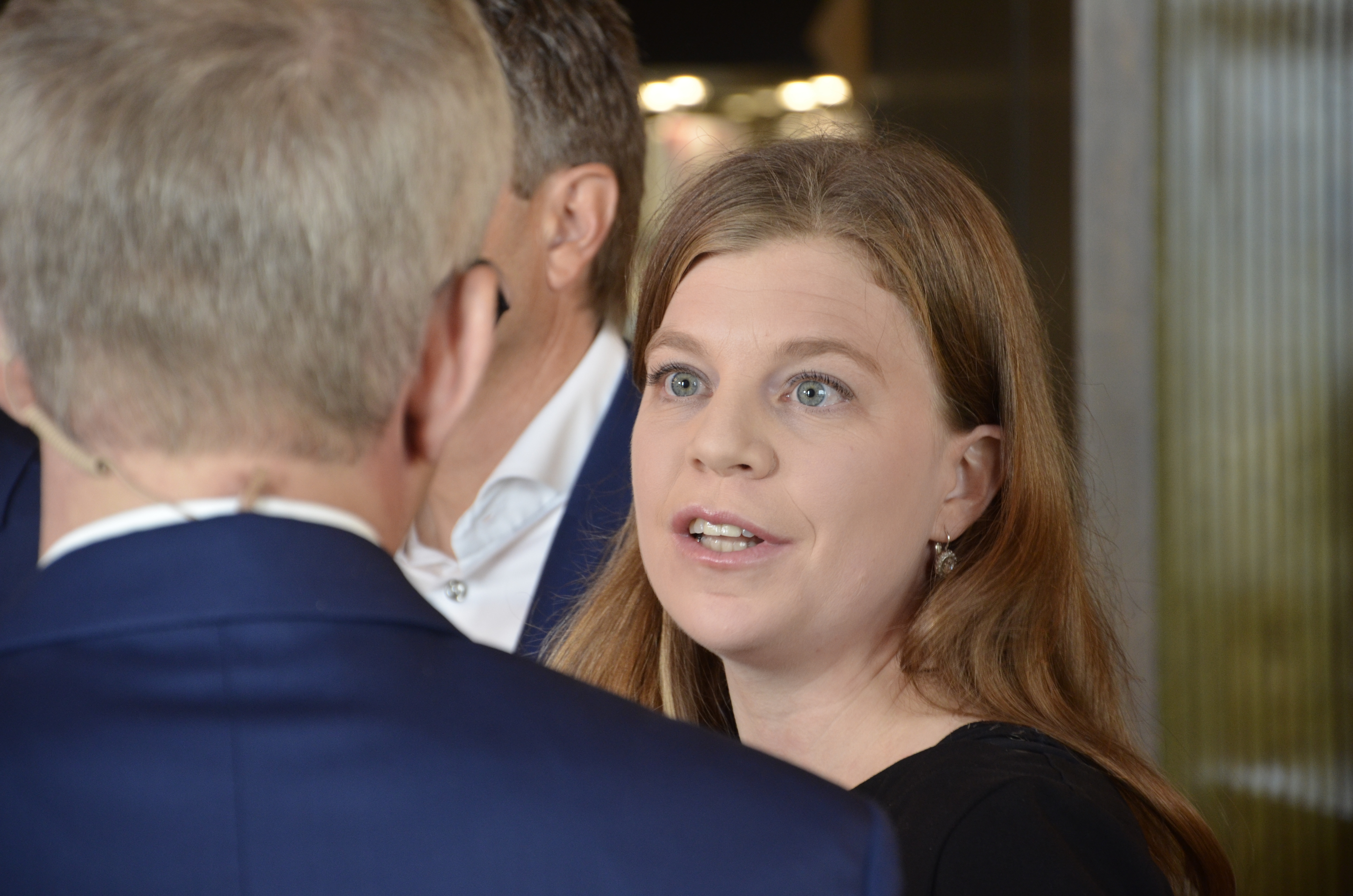
Am Wahltag, dem 20. Oktober 2019, in einem TV-Interview

Bei den Schweizer Parlamentswahlen 2019 war Masshardt politische Wahlkampfleiterin der SP Schweiz. In dieser Funktion übernahm sie in der Deutschschweiz die Wahlkampfkommunikation nach aussen und war Ansprechperson für Kandidierende und Parteimitglieder.
Ausserdem war Masshardt Co-Präsidentin der überparteilichen (später zurückgezogenen) Transparenzinitiative, die verlangte, dass Parteien und Komitees Grossspenden von über 10'000 Franken transparent offenlegen müssen. Des Weiteren war sie von 2007 bis 2021 Co-Präsidentin des WWF Kanton Bern. Zudem ist sie seit Februar 2021 Stiftungsratspräsidentin der Schweizerischen Energiestiftung (SES). In diesen Funktionen setzt sie sich für Massnahmen gegen die Klimaerwärmung, für die Förderung erneuerbarer Energien, mehr Energieeffizienz und einen attraktiven öffentlichen Verkehr ein. 2021 wurde sie zur Präsidentin der Stiftung für Konsumentenschutz ab Frühjahr 2022 gewählt.